# Комплекс построек Летнего Коммерческого клуба
Комплекс построек Летнего Коммерческого клуба расположен в Ростове-на-Дону на Большой Садовой улице. Здание Летнего Коммерческого клуба было построено в 1912—1913 годах по проекту архитектора Г. Н. Гелата в стиле модерн. В ансамбль коммерческого клуба входил летний сад (ныне парк им. 1-го мая). В настоящее время в бывшем здании Коммерческого клуба размещается областной Дом физической культуры. Ансамбль Коммерческого клуба имеет статус объекта культурного наследия федерального значения.

## История
В 1855 году Коммерческий клуб приобрёл участок земли в Ростове-на-Дону между Большой Садовой улицей, Крепостным переулком, Малой Садовой улицей и Нахичеванской межей. Петербургский архитектор Петерс разбил на этом участке парк. В конце XIX века здесь было построено первое здание Коммерческого клуба. В 1901 году в юго-восточной части парка по проекту архитектора Н. А. Дорошенко была сооружена ротонда в неоклассическом стиле. Она стояла на бывшем земляном вале редута.

Памятная доска

В 1912—1913 годах в юго-западной части архитектором Г. Н. Гелатом было построено трёхэтажное здание летнего коммерческого клуба. В оформлении здания Коммерческого клуба использованы классические декоративные элементы. Окна основных помещений клуба обращены в сторону сада.

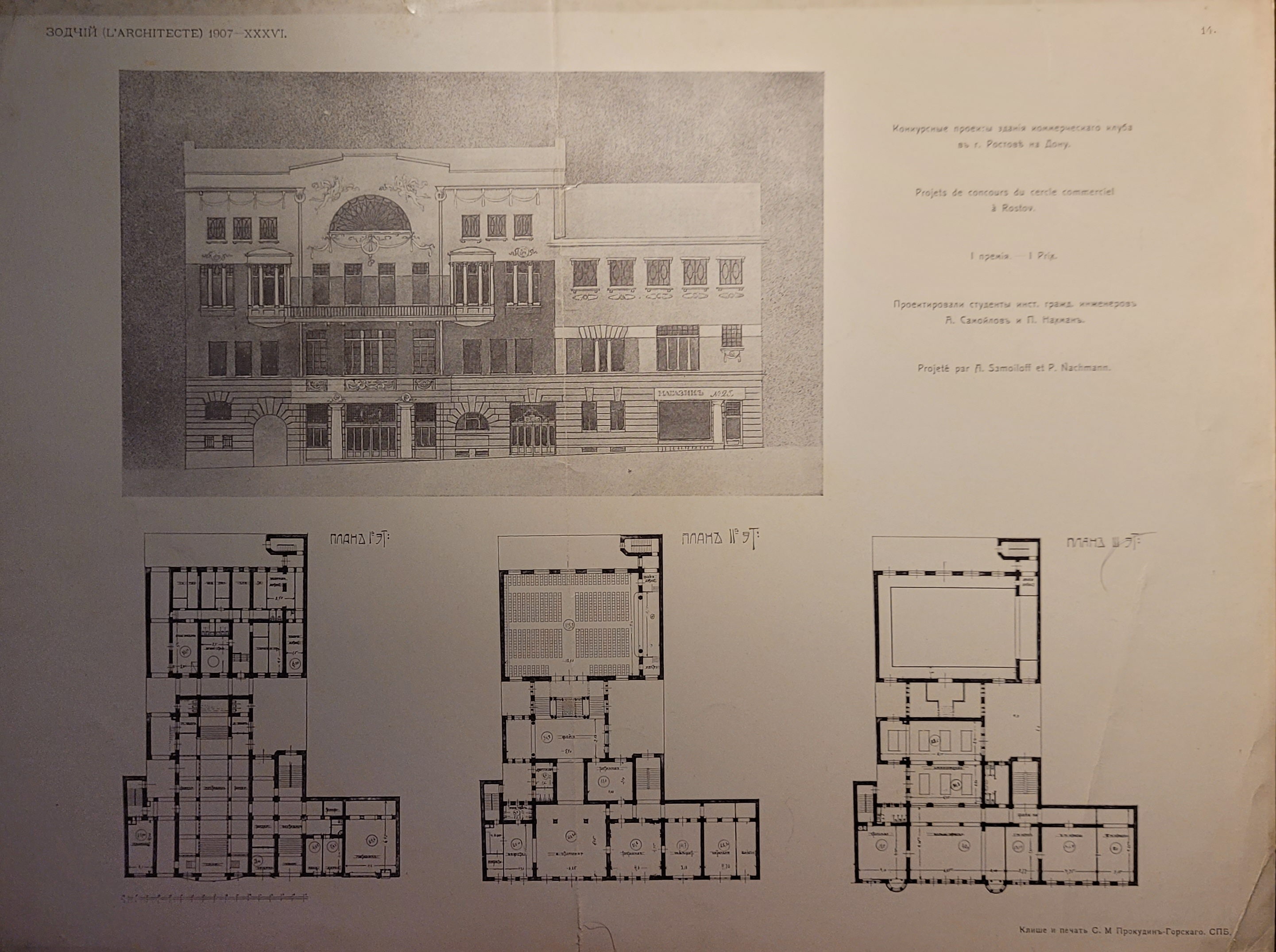
Конкурсный проект здания Коммерческого клуба в г. Ростов-на-Дону, 1907

С восточной стороны от здания клуба была построена крытая эстрада, ориентированная на юг. Напротив неё на открытой площадке располагались зрительные места. Эстрада была оформлена декоративными лопатками, тумбами и лепниной.
В северо-западной части территории располагалось двухэтажное здание летней кухни, соединённое с оранжереей. В начале 1910-х годов садовником Нимиюченко были проведены работы по благоустройству территории парка. Напротив ротонды был сооружён фонтан с бассейном и декоративными композициями. От Большой Садовой улицы сад Коммерческого клуба отделялся кирпичной оштукатуренной оградой с декоративными тумбами и ажурной кованной решёткой.
В северной стороне участка около ограды располагался деревянный навес на фигурных стойках. В дальнейшем этот навес был частично перестроен, и там разместились шахматный клуб и бильярдная. В 1916 году вместо части навеса был сооружён двухэтажный деревянный павильон, оформленный в восточном стиле.
После прихода советской власти ограда со стороны Большой Садовой улицы была демонтирована. Вместо неё установили простую металлическую ограду, которую разобрали в 1960-х.
После революции сад Коммерческого клуба был переименован в Первомайский парк. В постройках бывшего клуба разместились: клуб «трамвайщиков», клуб «коммунальщиков», клуб ГПУ и другие организации. В 1950-х годах в состав Первомайского парка был включён парк при клинике мединститута, примыкавший к восточной части бывшего сада Коммерческого клуба. В здании Коммерческого разместился областной Дом физической культуры. Тогда же у фасада клуба, выходящего на Крепостной переулок, был разбит сквер. В 1970-х годах в этом сквере построили мемориальную стену, посвящённую крепости святого Дмитрия Ростовского, установили пушки на постаменте.
По словам старожилов и работников парка, на цокольном этаже ротонды имеется вход в помещение под бассейном, сообщающееся с галереями XVIII века, оставшимися от крепости святого Дмитрия Ростовского. Одна из этих галерей имеет проход в подвал Летнего Коммерческого клуба.

Летний Коммерческий клуб на дореволюционных открытках
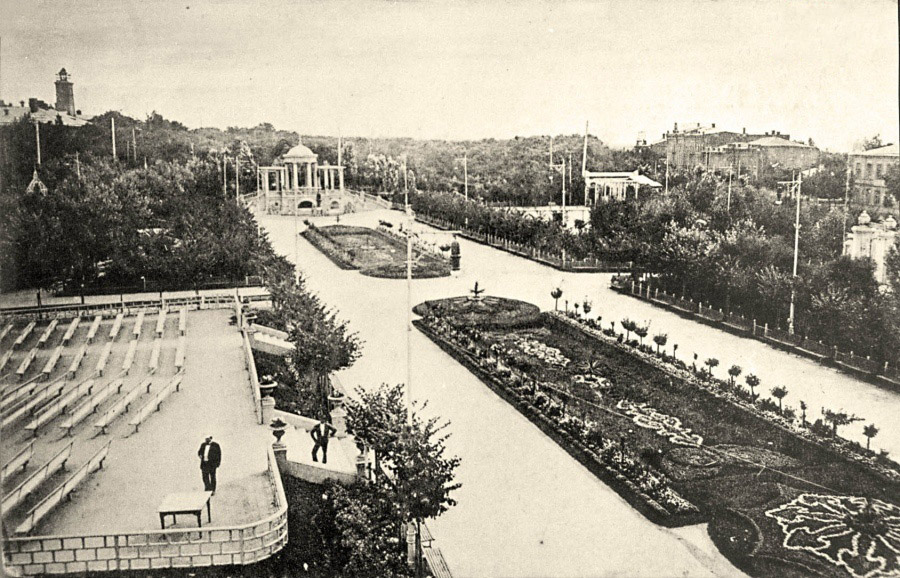
Сад
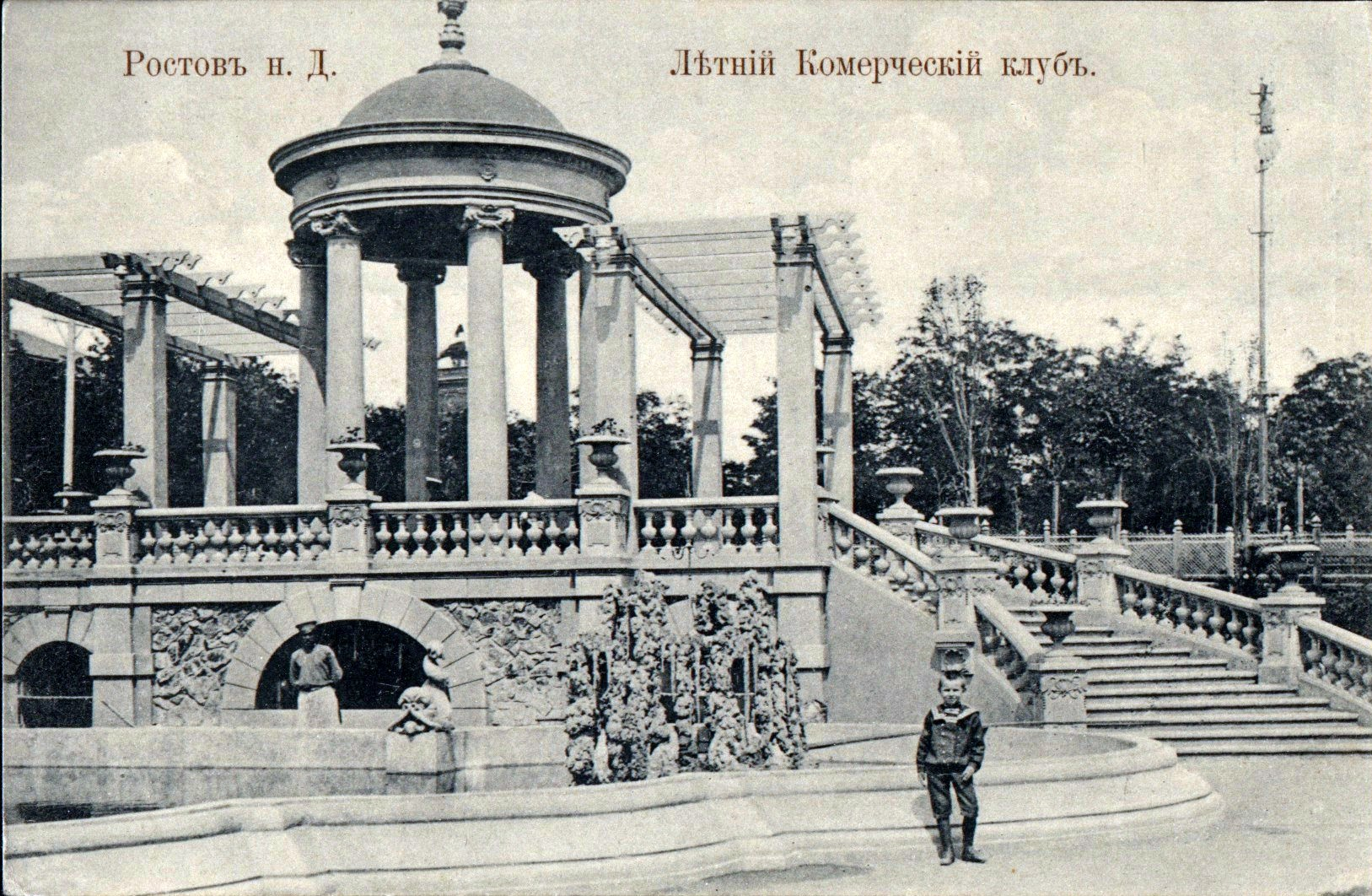
Ротонда
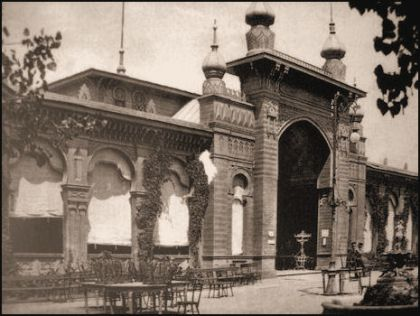
Цветочный павильон